# Calymmatium
Calymmatium là chi thực vật có hoa trong họ Cải.